# Công báo PCT
Công báo PCT là ấn phẩm xuất bản hàng tuần bằng hai ngôn ngữ của Tổ chức sở hữu trí tuệ thế giới (WIPO). Công báo được xuất bản bởi Văn phòng quốc tế International Bureau) của WIPO theo điều 55 Hợp ước PCT về đăng ký bằng sáng chế (Patent Cooperation Treaty - PCT), hiệp ước này cung cấp hệ thống nộp đơn sáng chế quốc tế. Công báo chứa dữ liệu thư mục của các đơn quốc tế khi xuất bản và các thông báo về thay đổi lệ phí, các điều khoản pháp lý và các quy trình thủ tục liên quan đến PCT.
Ấn phẩm đầu tiên của Công báo PCT (số 01/1987) được xuất bản ngày 11 tháng 5 năm 1978[2]. Công báo PCT được xuất bản ở dạng giấy in và điện tử từ trước 1 tháng 4 năm 2006 , nhưng từ 1 tháng 4 năm 2006 trở đi, công báo không còn được xuất bản dưới dạng giấy in nữa[4].